# Dichochrysa collartina
Dichochrysa collartina är en insektsart som först beskrevs av Navás 1932.  Dichochrysa collartina ingår i släktet Dichochrysa och familjen guldögonsländor. Inga underarter finns listade i Catalogue of Life.